# Mistrzostwa Strefy Pacyfiku w Curlingu 1991
Mistrzostwa Strefy Pacyfiku w Curlingu 1991 – turniej, który odbył się w dniach 28–30 listopada 1991 w japońskiej Sagamiharze. Mistrzami Strefy Pacyfiku zostali Australijczycy, a mistrzyniami Japonki.
Był to pierwszy w historii turniej o mistrzostwo strefy Pacyfiku w curlingu.

## System rozgrywek
Mistrzostwa rozegrane zostały w systemie kołowym (każdy z każdym). W turnieju mężczyzn pomiędzy każdymi reprezentacjami rozegrano po dwa mecze, w turnieju kobiet jeden.

## Kobiety

### Reprezentacje
| Państwo   | Czwarta         | Trzecia           | Druga        | Otwierająca     | Rezerwowa         |
| --------- | --------------- | ----------------- | ------------ | --------------- | ----------------- |
| Australia | Jacqueline Lund | Christine Guthrie | Janie Pirret | Tania Joyce     | Rhonda Shallcross |
| Japonia   | Midori Kudoh    | Mayumi Seguchi    | Mayumi Abe   | Utage Matsuzaki | Rumi Michita      |

pogrubieniem oznaczono skipów.

### Klasyfikacja końcowa
|  | Mistrzynie Strefy Pacyfiku     |
|  | Wicemistrzynie Strefy Pacyfiku |

| # | Państwo   | Skip            | W | P |
| - | --------- | --------------- | - | - |
| 1 | Japonia   | Midori Kudoh    | 1 | 0 |
| 2 | Australia | Jacqueline Lund | 0 | 1 |

## Mężczyźni

### Reprezentacje
| Państwo       | Czwarty       | Trzeci            | Drugi              | Otwierający  | Rezerwowy        |
| ------------- | ------------- | ----------------- | ------------------ | ------------ | ---------------- |
| Australia     | Hugh Millikin | Tom Kidd          | Daniel Joyce       | Steve Hewitt | Brian Stuart     |
| Japonia       | Y Kimura      | Masahiro Takeuchi | Yoshihiro Yamanaka | Sadao Sasaki | N Haramaki       |
| Nowa Zelandia | Peter Becker  | Edwin Harley      | Jock Kearney       | Barry Brown  | Stewart McKnight |

pogrubieniem oznaczono skipów.

### Klasyfikacja końcowa
|  | Mistrzowie Strefy Pacyfiku     |
|  | Wicemistrzowie Strefy Pacyfiku |
|  | 3 miejsce                      |

| # | Państwo       | Skip          | W | P |
| - | ------------- | ------------- | - | - |
| 1 | Australia     | Hugh Millikin | 4 | 0 |
| 2 | Japonia       | Y Kimura      | 1 | 3 |
| 3 | Nowa Zelandia | Peter Becker  | 1 | 3 |